# Сальвадорское песо
Сальвадорское песо (исп. Peso salvadoreño) — денежная единица Сальвадора до 1919 года.

## История
В колониальный период в обращении использовались испанские и испано-американские монеты, преимущественно — чеканившиеся в Новой Испании. После вхождения в состав Соединённых Провинций Центральной Америки в обращении также — монеты федерации, в 1828—1835 чеканились провинциальные монеты.
После выхода в 1841 году из состава федерации в обращении продолжали использоваться монеты федерации и другие иностранные монеты.
В 1877 году выпущены первые бумажные деньги Сальвадора — банкноты правительства в песо. В 1892 году открыт монетный двор, начавший в том же году чеканку монет в песо и сентаво.
В 1919 году вместо песо введена новая денежная единица — колон, сменивший песо в соотношении 1:1.